# Yolanda Adams
Yolanda Yvetta Adams (Houston, 27 agosto 1961) è una cantante statunitense. Le sue vendite negli Stati Uniti, aggiornate al 2009, contano 4.5 milioni di album venduti.
Nel dicembre del 2009 la rivista Billboard l'ha eletta miglior artista gospel degli anni 2000, e l'album Mountain High... Valley Low è stato eletto miglior album gospel pubblicato tra il 1999 e il 2009.

## Biografia
Yolanda Adams, è nata e cresciuta a Houston, Texas, è la più grande di sei fratelli. È cresciuta ascoltando la musica di James Cleveland, Nancy Wilson e Stevie Wonder. In gioventù, dopo aver intrapreso la professione di insegnante, entra a far parte del coro Southeast Inspirational, è grazie alle sue performance nel coro che viene notata dal produttore discografico e compositore Thomas Whitfield. Nel 1987 pubblica il suo primo album, intitolato Just as I Am, che è stato ampiamente criticato dalla comunità cristiana americana per i temi dei suoi brani, considerati allora non adatti al gospel.

## Discografia

### Album in studio
- 1987 - Just as I Am
- 1991 - Through the Storm
- 1993 - Save the World
- 1995 - More Than a Melody
- 1998 - Songs from the Heart
- 1999 - Mountain High... Valley Low
- 2000 - Christmas with Yolanda Adams
- 2001 - Believe
- 2005 - Day by Day
- 2007 - What a Wonderful Time
- 2011 - Becoming

### Album dal vivo
- 1997 - Live in Washington
- 2001 - The Experience

### Raccolte
- 1999 - The Best of Yolanda Adams
- 2001 - Yolanda Adams and Albertina Walker "The Divas of Gospel"
- 2003 - The Praise and Worship Songs of Yolanda Adams
- 2006 - The Essential Yolanda Adams
- 2007 - The Best of Me
- 2008 - Playlist: The Very Best of Yolanda Adams

### Singoli
- 1995 - Gotta Have Love
- 1996 - The Battle Is the Lord's
- 1998 - Only Believe
- 1998 - Is Your All on the Altar
- 1998 - Still I Rise
- 1999 - Open My Heart
- 1999 - Yeah
- 2000 - Fragile Heart
- 2000 - The Things We Do
- 2001 - Never Give Up
- 2001 - I'm Gonna Be Ready
- 2001 - I Gotta Believe
- 2005 - Someone Watching Over You
- 2005 - Victory
- 2005 - This Too Shall Pass
- 2005 - Be Blessed
- 2007 - Step Aside
- 2007 - Hold On
- 2011 - Be Still

## Videografia

### DVD / VHS
- 1996 - Yolanda Live
- 1998 - Live 2
- 2002 - Live in Concert: An Unforgettable Evening
- 2008 - Shakin' The House... Live In L.A.

### Videoclip
- 1996 - "Gotta Have Love"
- 1999 - "Yeah"
- 1999 - "Open My Heart"
- 2000 - "I Believe I Can Fly"
- 2001 - "Never Give Up"
- 2005 - "Victory"
- 2005 - "This Too Shall Pass"
- 2012 - "Be Still"